# Robert Nisbet (misjonarz)
Robert Nisbet (ur. 1908) – szkocki misjonarz Świadków Jehowy. Rozpoczął działalność Świadków Jehowy w krajach wschodniej Afryki i na pobliskich wyspach Oceanu Indyjskiego. Absolwent szesnastej klasy Biblijnej Szkoły Strażnicy – Gilead.

## Życiorys
Wychował się w Edynburgu w Szkocji. W roku 1925 sprzedawca herbaty o nazwisku Dobson, zaczął odwiedzać jego rodzinę przedstawiając wierzenia Badaczy Pisma Świętego, jak nazywali się wówczas Świadkowie Jehowy. Dobson zostawił im książkę „Boski plan wieków”. Wkrótce Robert wraz z matką zaczął uczestniczyć w zebraniach Badaczy Pisma Świętego. We wrześniu 1926 roku na zgromadzeniu w Glasgow oboje zostali ochrzczeni.
W 1931 postanowił podjąć pełnoczasową służbę pionierską. Podczas zgromadzenia w Londynie drugi prezes Towarzystwa Strażnica Joseph F. Rutherford, zachęcił go do wyjazdu do Afryki. Wraz z Davidem Normanem otrzymał do działalności misjonarskiej teren ciągnący się od Kapsztadu na południowym krańcu Afryki poprzez wschodnią część kontynentu po wyspy Oceanu Indyjskiego. Po wyruszeniu z Południowej Afryki 31 sierpnia 1931 roku dotarli do Dar es Salaam w Tanganice, a następnie udali się na Zanzibar (tworzące obecnie Tanzanię). Później skierowali się do portowej Mombasy w Kenii i na wyżyny tego kraju. Podróżowali pociągiem głosząc w miasteczkach położonych przy linii kolejowej. Dalej parostatkiem poprzez Jezioro Wiktorii dotarli do Kampali, stolicy Ugandy. Działalność kaznodziejską prowadzili również na przybrzeżnych wyspach Oceanu Indyjskiego (Mauritius, Reunion, Madagaskar). W kolejnych krajach pozostawali i prowadzili działalność ewangelizacyjną przez pół roku.
Cztery lata później, w 1935 roku, wyruszył z Afryki Południowej w grupie czterech pionierów wraz Grayem i Olgą Smithami oraz młodszym bratem George’em. Grupa ta korzystała z dwóch samochodów dostawczych. Smithowie prowadzili działalność w Tanganice, a Robert i George Nisbetowie głosili w Nairobi w Kenii. W sierpniu 1936 roku wraz ze swoim bratem George’em dotarł do Suazi. Król tego kraju Sobhuza II, zaprosił obu misjonarzy do swojej rezydencji. Król był obeznany z działalnością Świadków Jehowy i zadowolony z prowadzonej przez nich bezpłatnej edukacji biblijnej.

### Szkoła Gilead
W roku 1950 wraz ze swoim bratem George’em został zaproszony do szesnastej klasy Szkoły Gilead. Wraz z bratem pełnił służbę misjonarską na Mauritiusie. W roku 1958 uczestniczył w zgromadzeniu międzynarodowym pod hasłem „Wola Boża” zorganizowanym w Nowym Jorku. W latach 1955–1960 wraz z nadzorcą strefy Harrym Arnottem kilkukrotnie odwiedzali również wyspę Reunion.
W 1959 roku ożenił się z Australijką, Jean Hyde, która po ukończeniu nauki w tej samej klasie Szkoły Gilead została skierowana do Japonii. Po ślubie oboje pełnili służbę w Hiroszimie. Ze względu na spowodowane wiekiem problemy zdrowotne uniemożliwiające pełnienie służby misjonarskiej wyjechali z Japonii i zamieszkali w Australii. Tam podjęli współpracę ze zborem Armidale w stanie Nowa Południowa Walia.